# Maria Elfira Christina
Maria Elfira Christina (* 21. Oktober 1986 in Purwodadi) ist eine indonesische Badmintonspielerin. 

## Karriere
Maria Elfira Christina siegte 2008 bei den Spanish International im Dameneinzel. In der gleichen Disziplin wurde sie 2008 auch Dritte bei den indonesischen Nationalspielen. Dort gewann sie mit dem Damenteam von Jawa Tengah ebenfalls Bronze.

## Sportliche Erfolge
| Saison | Veranstaltung         | Disziplin   | Platz | Name                   |
| ------ | --------------------- | ----------- | ----- | ---------------------- |
| 2008   | Spanish International | Dameneinzel | 1     | Maria Elfira Christina |
| 2008   | PON                   | Dameneinzel | 3     | Maria Elfira Christina |
| 2008   | PON                   | Damenteam   | 3     | Jawa Tengah            |

## Referenzen
- Maria Elfira Christina beim Badminton-Weltverband
- Profil bei badmintonindonesia.org

| Personendaten    | Personendaten                   |
| ---------------- | ------------------------------- |
| NAME             | Elfira Christina, Maria         |
| KURZBESCHREIBUNG | indonesische Badmintonspielerin |
| GEBURTSDATUM     | 21. Oktober 1986                |
| GEBURTSORT       | Purwodadi                       |